# DJ Laz
DJ Laz (bürgerlicher Name Lazaro Mendez) ist ein US-amerikanisch-kubanischer Rapper und DJ aus Miami (Florida). Seine Musik kann den Genres Miami Bass und Reggaeton zugeordnet werden.

## Leben
Bereits im Alter von 15 Jahren begann DJ Laz, in Clubs in South Florida als DJ zu arbeiten. Regionale Radiostationen wurden auf ihn aufmerksam und so wurde er zum Moderator der DJ Laz Morning Show auf WPOW (96,5 MHz) und nahm auch bei WHQT (105,1 MHz) eine Stelle an. Anschließend unterschrieb Laz einen Vertrag bei Pandisc Records und veröffentlichte 1991 sein erstes Album DJ Laz featuring Mami El Negro. Bis heute veröffentlichte er neun Alben und 18 Singles, lediglich Move Shake Drop, welche er gemeinsam mit Flo Rida, Casely und Pitbull aufnahm, konnte den 56. Platz der Billboard Hot 100 erreichen. April 2012 gab DJ Laz bekannt, dass er seinen Job als Radiomoderator bei WPOW nach 22 Jahren beenden würde. Kurze Zeit später jedoch wurde bekanntgegeben, dass er die DJ Laz Morning Show beim Sender WRMA (106,7 MHz) weiterführen würde.

## Diskografie

### Studioalben
- 1991: DJ Laz featuring Mami El Negro
- 1994: Journey into Bass
- 1996: King of Bass
- 1998: Cruzin
- 2000: Pimpin
- 2001: XXX Breaks
- 2004: The Latin Album
- 2008: Category 6

### Kompilationsalben
- 2001: Greatest Hits

### Singles
- 1991: Mami El Negro
- 1992: Moments in Bass
- 1992: Latin Rhythm
- 1992: Hump All Night
- 1993: Journey into Bass
- 1995: Shake It Up
- 1996: Esa Morena
- 1998: Sabrosura
- 1998: Negra Chula
- 1999: Get Your Ass Off Stage
- 2000: The Red Alert Project
- 2000: Ki Ki Ri Bu
- 2000: Facina

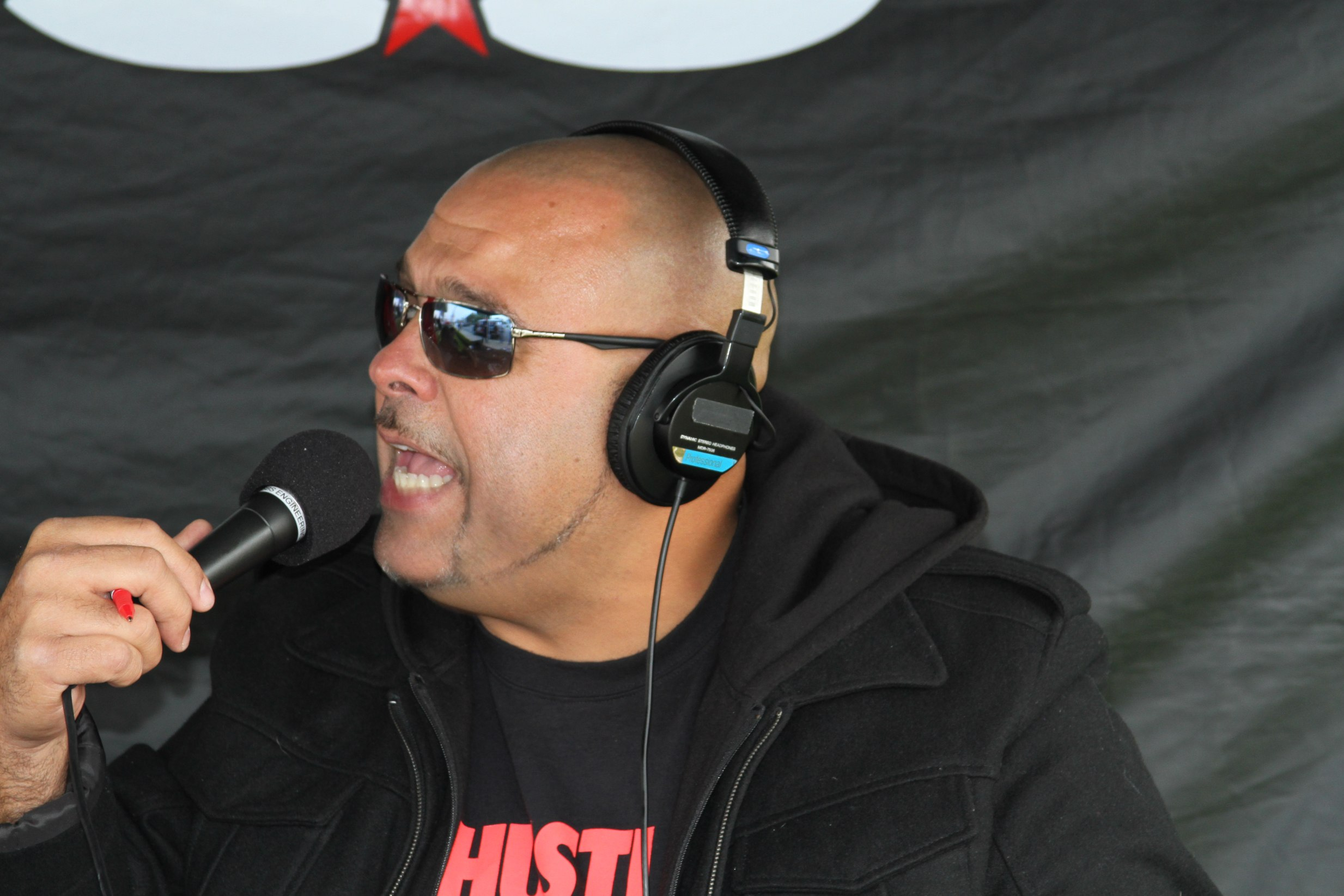
DJ Laz

- 2008: Move Shake Drop (feat. Flo Rida, Casely und Pitbull)
- 2008: She Can Get It
- 2009: I Made It to the U.S.A.
- 2010: Alcoholic (feat. Pitbull)
- 2011: You Got Me Going (feat. Vein)